# Rupert Grint
Rupert Grint (prononcé : /ˈɹuːpət ɡɹɪnt/), né le 24 août 1988 à Harlow (Essex), est un acteur et producteur britannique.
Il devient mondialement célèbre en jouant le rôle de Ron Weasley dans la saga Harry Potter (2001–2011). Durant les dix premières années de sa carrière, Rupert Grint est nommé pour de nombreuses récompenses et en remporte plusieurs.
Après avoir tourné tous les opus de Harry Potter, l'acteur s'attaque à des rôles très différents. En 2013, il joue dans les films Charlie Countryman et CBGB. La même année, il fait ses débuts au théâtre en incarnant le rôle de Sweet dans la pièce Mojo. Pour ce rôle, il remporte un WhatsOnStage Awards (en) dans la catégorie « Meilleur nouveau talent de Londres de l'année ». En 2015, il est également à l'affiche de la comédie Moonwalkers en 2015.
Depuis 2016, il se consacre particulièrement à la télévision. Il participe à la production et interprète l'un des rôles principaux dans la série télévisée Snatch, adaptée du film du même nom de Guy Ritchie. La même année, il joue le rôle principal dans la série comique Sick Note. L'année suivante, il interprète, l'inspecteur Crome dans la mini-série ABC contre Poirot, tiré du roman du même nom d'Agatha Christie. En 2019, il revient dans la série Servant d'Apple TV+ produit par M. Night Shyamalan.

## Biographie
Rupert Alexander Lloyd Grint naît à Harlow, dans le comté d'Essex, le 24 août 1988. Il est le fils de Joanna Parsons, une femme au foyer, et de Nigel Grint, un vendeur de souvenirs et ancien pilote de voitures de course. Il est l'aîné de leurs cinq enfants : Rupert a un frère, James (né en 1990), et trois sœurs : Georgina (née en 1993), Samantha (née en 1996) et Charlotte (née en 1998).
Il entre à l'école Dorothy Stringer à Brighton, école catholique. Pendant ce temps, Grint développe son intérêt pour le théâtre. Il commence alors à jouer dans le club de théâtre de son école et rejoint Top Hat Stage and Screen School un groupe de théâtre qui lui fait tenir le rôle d'un poisson dans une pièce inspirée de l'Arche de Noé et une dinde dans une autre pièce biblique. Il change d'école pour aller à Richard Hale où il continue à jouer. À l'âge de 16 ans, il décide de quitter l'école pour se consacrer pleinement à sa carrière.

## Carrière

### 1999-2011:Harry Potter

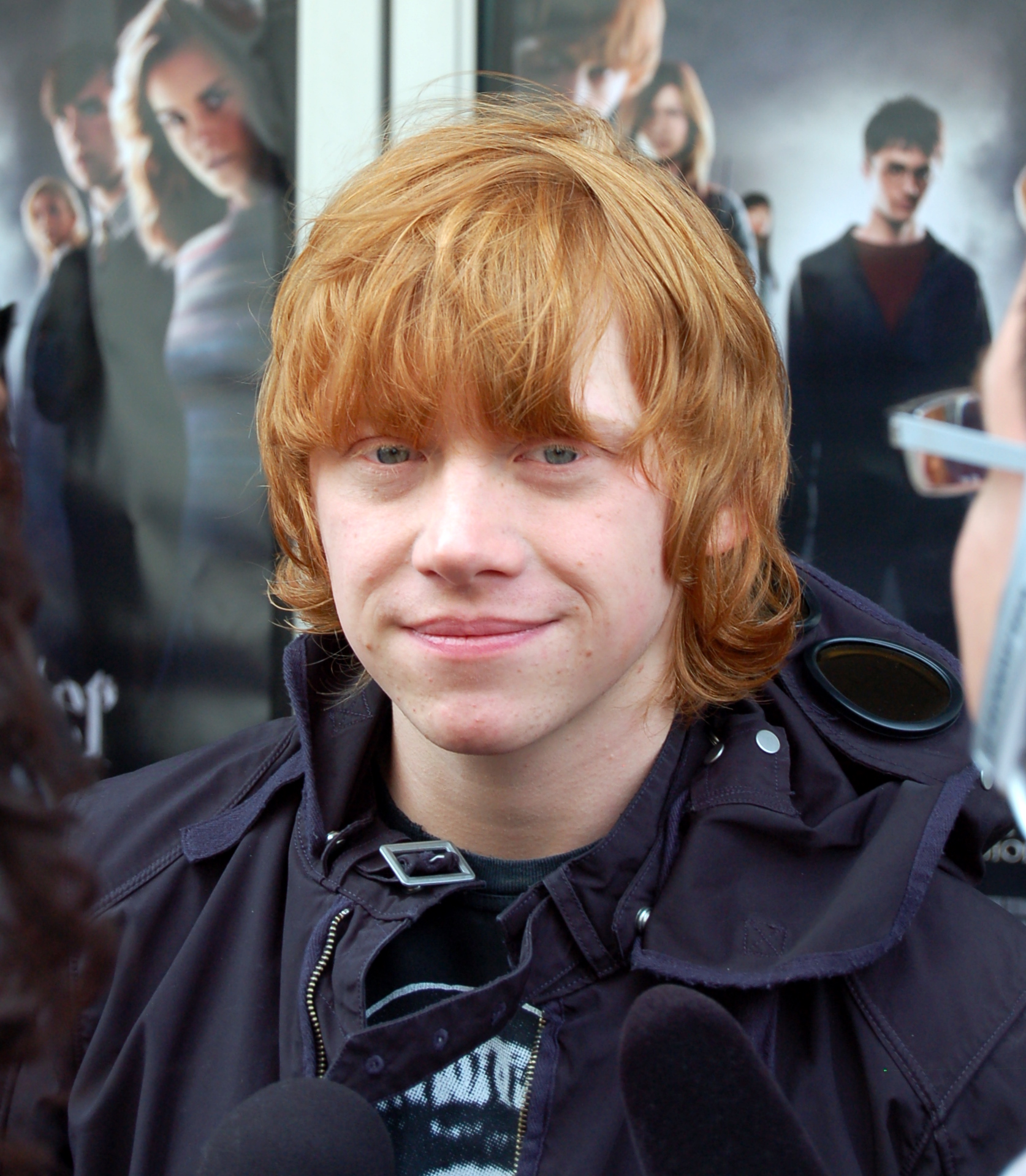
Rupert Grint à l'avant première de Harry Potter et l'Ordre du Phénix à Toronto en 2007.

En 1999, démarre le casting pour le film Harry Potter à l'école des sorciers. Rupert auditionne donc pour le rôle du jeune sorcier Ronald Weasley (surnommé Ron), meilleur ami de Harry Potter et d'Hermione Granger. Pour l'audition, le jeune Rupert a envoyé une vidéo de lui-même rappant sur la façon dont il voulait recevoir le rôle. Sa tentative a été couronnée de succès car l'équipe de casting a demandé une rencontre avec lui quelque temps après. Rupert Grint est choisi pour jouer Ronald Weasley, à l'âge de onze ans, dans le film Harry Potter à l'école des sorciers. Le film remporte un énorme succès au box-office dans plusieurs pays. Il est le plus rentable de l'année 2001. Il remporte deux prix pour son interprétation dans ce film, un Satellite Awards et Young Artist Awards.
Un an plus tard, Rupert Grint joue une nouvelle fois le rôle de Ron dans Harry Potter et la Chambre des secrets (2002), le deuxième opus de la série. Les critiques saluent une nouvelle fois les interprétations des acteurs principaux.
En 2004, Harry Potter et le Prisonnier d'Azkaban, le troisième volet de la série Harry Potter sort. Ce film est celui qui rencontre le moins de succès de toute la série Harry Potter.
En 2005, Harry Potter et la Coupe de feu, quatrième volet de la série de films Harry Potter bat tous les records précédents, notamment celui au box-office, pour son week-end d'ouverture. Ce record est battu à la fois aux États-Unis et au Royaume-Uni, ainsi que par rapport aux épisodes précédents de la série.

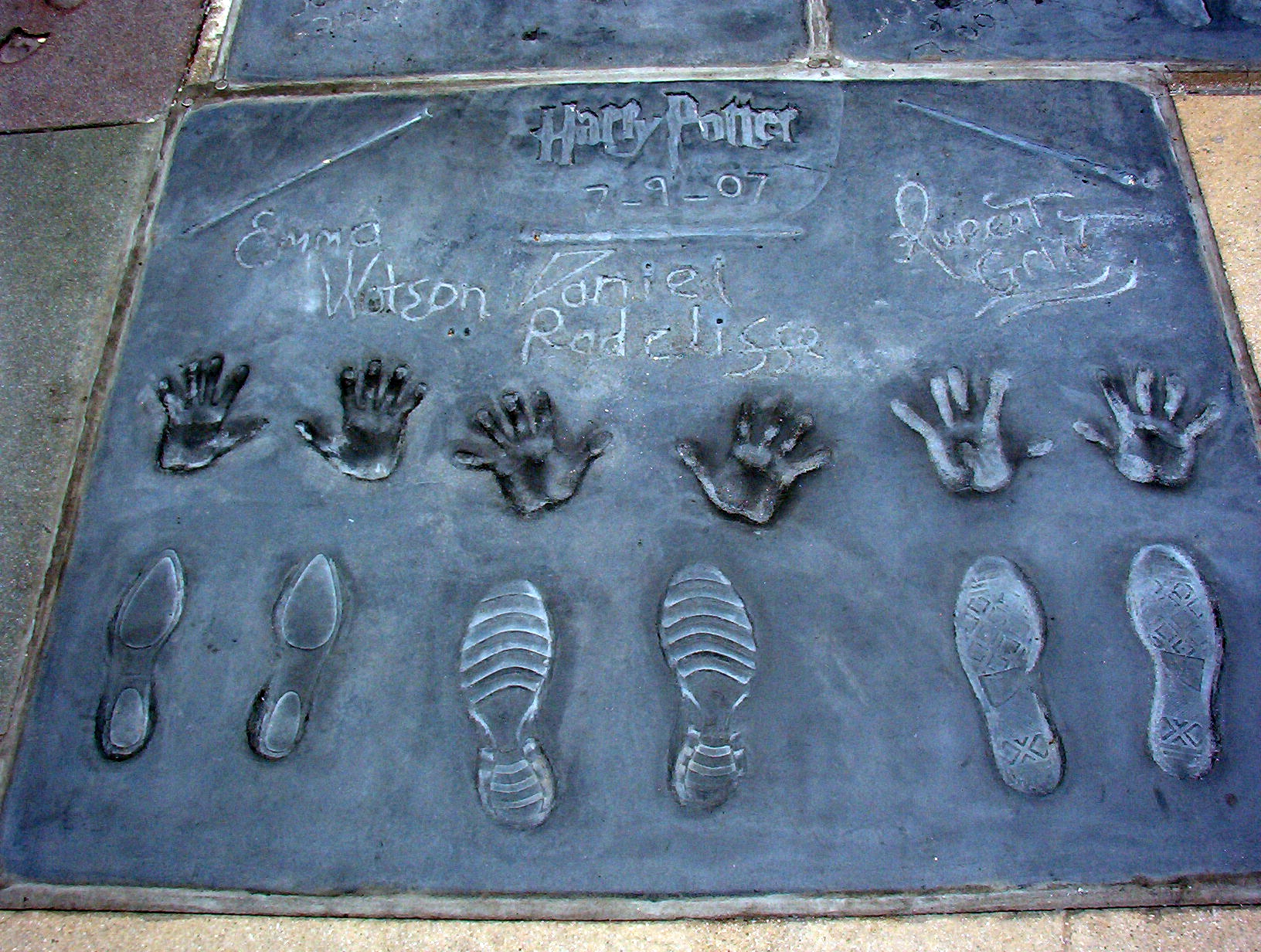
Empreintes des mains et des pieds d'Emma Watson, Daniel Radcliffe et de Rupert Grint (de gauche à droite).

Le cinquième film de la franchise Harry Potter et l'Ordre du Phénix, sort en 2007. C'est un énorme succès commercial. Le film établit un record avec une somme, au niveau mondial, de 332 700 000 $ de recette pour son week-end d'ouverture. Le 9 juillet 2007, il laisse ses empreintes de mains et de pieds devant le théâtre chinois de Grauman, qui se trouve dans la capitale du cinéma, Hollywood, avec les deux autres jeunes acteurs de la saga, Daniel Radcliffe et Emma Watson.
Le sixième film de la série, Harry Potter et le Prince de sang-mêlé, initialement prévu pour novembre 2008, sort en retard, le 25 juillet 2009. Les principaux acteurs désormais en fin d'adolescence, les critiques sont alors plus disposés à les examiner au même niveau que le reste du casting du film. Grint obtient entre 2009 et 2010, trois nominations et une récompense.

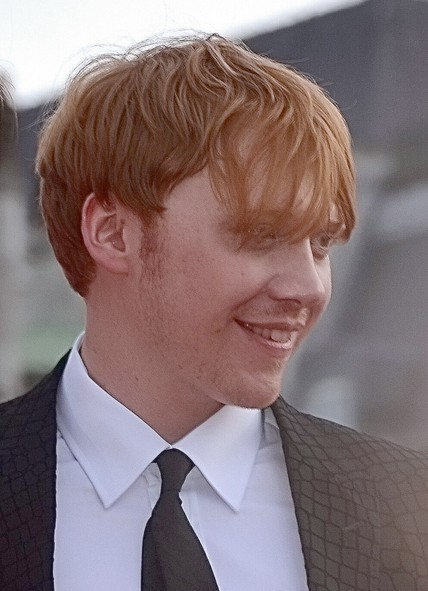
Rupert Grint à la première londonienne du film Harry Potter et les Reliques de la Mort, partie 2 en 2011.

Le tournage pour la dernière tranche de la série Harry Potter, Harry Potter et les Reliques de la Mort, a lieu du 18 février 2009 au 12 juin 2010. Pour des raisons aussi bien financières que liées au respect de l'œuvre, le livre original a été divisé en deux parties, tournées en même temps mais diffusées l'une après l'autre. En effet, le réalisateur aurait été contraint de couper de nombreuses scènes pour tenir tout le roman dans un seul film.
Harry Potter et les Reliques de la Mort, partie 1 sort le 24 novembre 2010. The Wall Street Journal a déclaré que « Grint a grandi pour être un acteur habile qui connaît la valeur d'une combustion lente ». L'écrivain de New York Post, Lou Lumenick, a observé que Grint et Radcliffe s'étaient lassés de jouer les mêmes personnages et l'ont exprimé dans leurs performances. La performance de Grint lui a valu des nominations des MTV Movie Awards et des National Movie Awards de l'année 2011.
Le dernier opus, Harry Potter et les Reliques de la Mort, partie 2 sort en juillet 2011. C'est le premier et le seul film de la série diffusé en 3D. C'est aussi le seul film de la série « Harry Potter » à passer la barre symbolique du milliard de dollars de recettes dans le monde.

### AprèsHarry Potter: d'autres rôles cinématographiques
En 2002, Rupert a joué dans son premier film non « Harry Potter » dans la comédie Plein Gaz. Le film raconte l'histoire de Patrick, un jeune garçon dont la capacité incroyable à « péter » l'aide à réaliser son rêve : devenir un astronaute.
En 2006, il interprète Ben Marshall dans Leçons de conduite, réalisé par Jeremy Brock. Dans ce film, il retrouve l'actrice Julie Walters.
En juillet 2008, il a été annoncé que Grint jouerait dans le film dramatique Cherrybomb de Lisa Barros D'Sa et Glenn Leyburn. Rupert a trouvé que le tournage était différent que celui de Harry Potter puisqu'il devait s'adapter à une douzaine de scènes par jour. Malgré sa première à la Berlinale de 2009, le film était initialement incapable de trouver un distributeur. Une campagne en ligne menée par les fans de Grint a permis d'obtenir un accord pour la distribution au Royaume-Uni en 2010.
L'année suivante, il joue dans Petits meurtres à l'anglaise de Jonathan Lynn, aux côtés d'Emily Blunt et de Bill Nighy. Le film a recueilli des critiques principalement négatives dans les médias, qui l'ont critiqué pour déshonorer le film original et gaspiller le potentiel comique mais la performance de Grint a attiré l'attention : « C'est agréable de voir Rupert Grint interpréter un autre rôle que celui de Ron Weasley, et il est clair qu'il a une carrière devant lui ».
En 2012, il joue dans le film anti-guerre Into the White, réalisé par Petter Næss. Le 25 juillet 2012, il porte la flamme olympique des Jeux olympiques de Londres sous le numéro 60. Lors d'interviews avec la BBC, Rupert déclara que ce fut une incroyable expérience dont il espère se souvenir toute sa vie et proclama au Daily Telegraph : « C'était extraordinaire, c'était vraiment incroyable. C'est tellement un honneur de faire partie de cela. Je suis vraiment fier ».

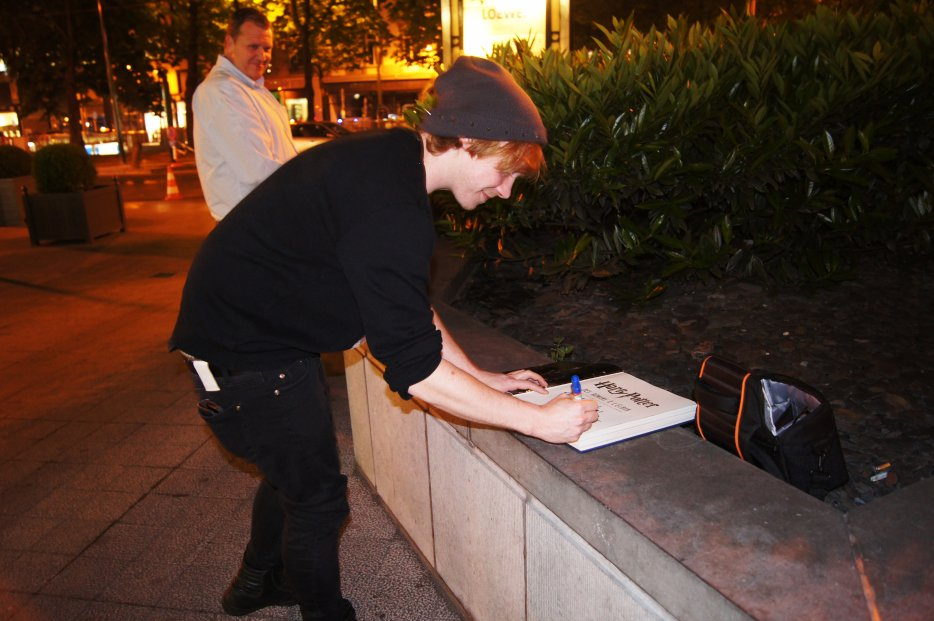
L'acteur devant son hôtel en Belgique, dédicaçant le livre d'un fan sur la saga Harry Potter, en 2014.

En 2014, il double le personnage de Josh dans le film d’animation Postman Pat: The Movie - You Know You're the One.
En 2013, Rupert Grint joue dans le film biographique américain CBGB. Il y interprète le rôle du musicien Cheetah Chrome. La même année, il joue aux côtés de Shia LaBeouf et Evan Rachel Wood dans Charlie Countryman. L'année 2013 marque aussi le début de sa carrière au théâtre. En effet, Rupert joue le rôle de Sweets dans la pièce de théâtre Mojo, pièce qui a été jouée du 26 octobre 2013 au 8 février 2014. D'ailleurs, il remportera le prix du meilleur espoir masculin au What's On Stage Awards pour son rôle.

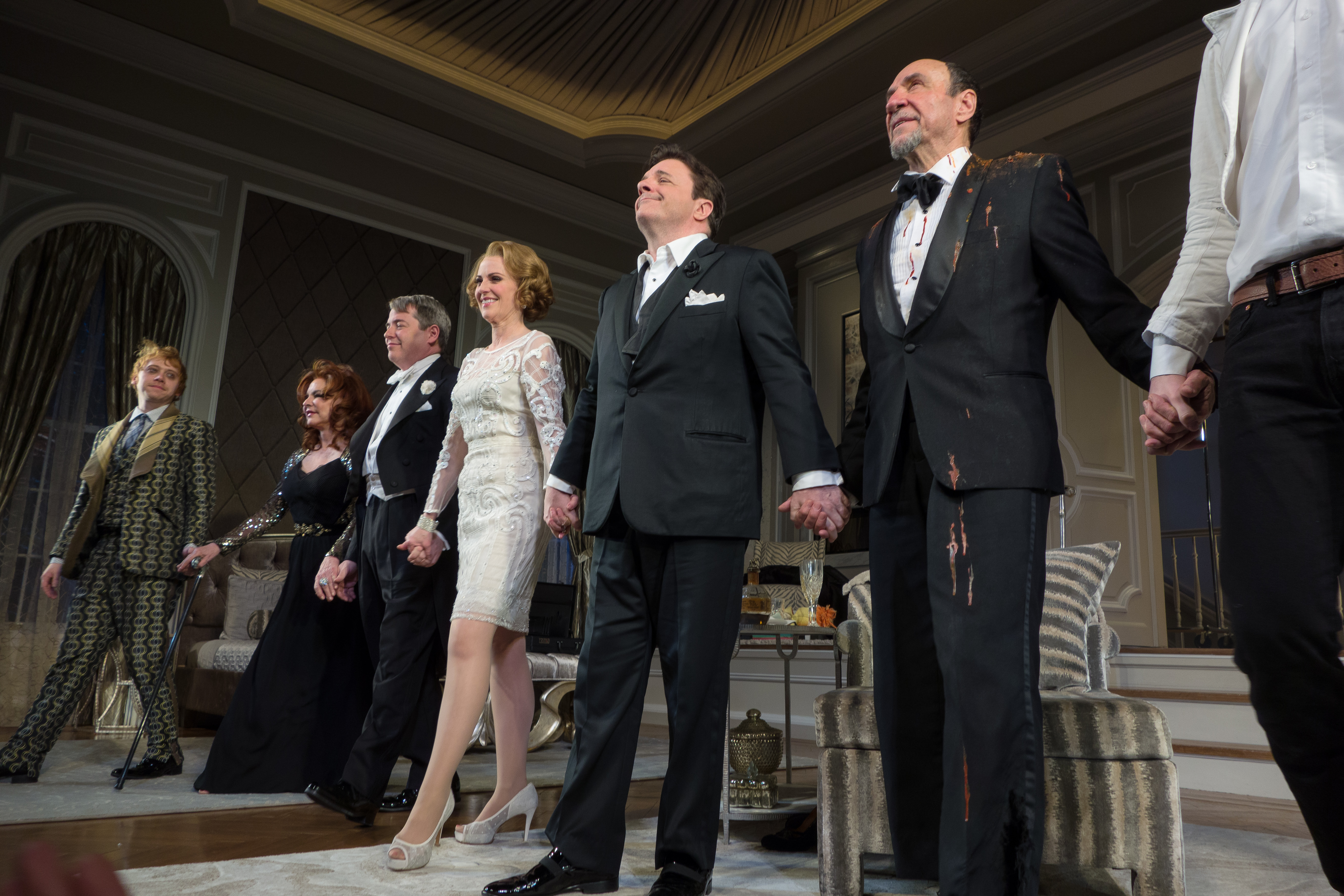
Rupert Grint (tout à gauche), aux côtés de Stockard Channing, Matthew Broderick, Megan Mullally, Nathan Lane et F. Murray Abraham, dans la pièce It's Only a Play jouée à New York en décembre 2014.

Quelques mois après la dernière représentation de Mojo, Rupert est annoncé au casting d'une nouvelle pièce de théâtre, cette fois à Broadway. Il s'agit de It's Only a Play, on y retrouve le duo Matthew Broderick et Nathan Lane ainsi que l'acteur oscarisé F. Murray Abraham et les actrices Megan Mullally et Stockard Channing. Il remportera deux prix, « Favorite Featured Actor In A Play » et « Favorite Breakthrough Performance », pour son interprétation de Franck Finger aux Audience Choice Awards et un autre prix, « Best Featured Actor in a play » aux BroadwayWorld.com Awards.
En 2015, sort le film Moonwalkers, où il joue le rôle de Johnny au côté de Ron Perlman. Il retrouve dans ce film l'acteur Robert Sheehan avec qui il avait joué auparavant dans Cherrybomb. Le film a remporté plusieurs prix lors de festivals, comme le prix du public aux Utopiales et à l'Etrange Festival.

### Depuis 2016: concentration sur la télévision
En 2016, il participe à la production de la série télévisée Snatch, adaptée du film du même nom de Guy Ritchie sorti en 2000. Il y interprète également l'un des rôles principaux avec Luke Pasqualino, Lucien Laviscount et Phoebe Dynevor. La série est diffusée de 2017 à 2018 sur la plateforme Crackle (en).
En 2017, est sortie la série Urban Myths (en) composée de six épisodes. Il joue dans l'épisode appelé « Adolf the Artist », portant sur l'histoire d'un jeune Adolf Hitler, joué par Iwan Rheon, voulant entrer à l'Académie des Beaux Arts de Vienne. Cet épisode est basé sur le livre d'August Kubizek, Adolf Hitler, mon ami d'enfance.
La même année, il joue dans la série intitulée Sick Note, où il tient le rôle principal au côté de Nick Frost.
En mai 2018, il est annoncé qu'il interprétera le rôle de l'inspecteur Crome dans la mini-série The ABC Murders, aux côtés de John Malkovich. La série, diffusée sur la chaîne de BBC en décembre 2018, est adaptée du roman A.B.C. contre Poirot d'Agatha Christie,.
Le 30 novembre 2018, le site Deadline annonce que Rupert rejoint le casting de la prochaine série télévisée Servant, produite par M. Night Shyamalan. Il interprétera le rôle de Julian Pearce. La série est diffusée depuis le 28 novembre 2019 sur Apple TV+. Le 25 novembre 2019, avant même la diffusion de la première saison de la série, celle-ci est renouvelée pour une seconde saison.
En décembre 2021, Rupert est annoncé qu'il sera présent dans la série horrifique Cabinet of Curiosities de Guillermo del Toro. La série est décrit comme « une collection d’histoires qui est destinée à remettre en question nos notions traditionnelles de l’horreur ».
L'acteur retournera au cinéma en 2023 après plusieurs années durant lesquelles il se sera concentré à la télévision. Il est annoncé qu'il jouera dans le nouveau film de M. Night Shyamalan, Knock at the Cabin. Il rejoint ainsi les acteurs Nikki Amuka-Bird et Dave Bautista.

## Homme d'affaires
Dès 2013, à moins de trente ans et bien après les débuts de sa carrière au cinéma, Rupert Grint fait fortune dans l'immobilier.
L'acteur est à la tête aujourd’hui d’un patrimoine immobilier de près de trente millions d’euros, qui lui rapporte plus de 60 000 € par semaine. Il a notamment investi dans de nombreuses propriétés à Londres, dans le Hertfordshire et le Bedfordshire ou encore à Luton.
Selon une source de chez The Sun : « Rupert est devenu un magnat de l’immobilier et a travaillé sa magie sur la construction de son empire. […] Il a lancé trois entreprises immobilières qui rapportent toutes des sommes incroyables ». Parmi les sociétés immobilières qu’il contrôle, la plus active est l’entreprise Clay 10 Ltd et elle est estimée à plus de 26 millions de dollars.

## Vie privée
Depuis 2011, il est en couple avec l'actrice anglaise Georgia Groome,,. En avril 2020, ils annoncent attendre leur premier enfant,. En mai 2020, ils deviennent parents d'une petite fille, nommée Wednesday G. Grint,.
Le 10 novembre 2020, il fait ses premiers pas sur Instagram avec un post où il pose avec sa fille Wednesday. Il va, par ailleurs, remporter le titre du « meilleur temps pour atteindre un million d'abonnés » sur la plate-forme, en quatre heures et une minute, selon le livre Guinness des records.
Il est un fervent supporter du Tottenham Hotspur Football Club. En février 2025, il est aperçu en compagnie d'Ed Sheeran au stade de Portman Road lors d'une rencontre opposant les Spurs à Ipswich Town Football Club.
En avril 2025 Rupert Grint annonce sur Instagram avoir un nouvel enfant du nom de Goldie.

## Théâtre
- 2013 : Mojo, mise en scène de Iain Rickson, Harold Pinter Theatre, Londres : Sweet
- 2014 : It's Only a Play, mise en scène de Jack O'Brien, Gerald Schoenfeld Theatre, Broadway : Frank Finger

## Filmographie

### Cinéma

#### Longs métrages
- 2001 : Harry Potter à l'école des sorciers de Chris Columbus : Ron Weasley
- 2002 : Plein Gaz de Peter Hewitt : Alan A. Allen
- 2002 : Harry Potter et la Chambre des secrets de Chris Columbus : Ron Weasley
- 2004 : Harry Potter et le Prisonnier d'Azkaban de Alfonso Cuarón : Ron Weasley
- 2005 : Harry Potter et la Coupe de feu de Mike Newell : Ron Weasley
- 2006 : Leçons de conduite de Jeremy Brock : Ben Marshall
- 2007 : Harry Potter et l'Ordre du Phénix de David Yates : Ron Weasley
- 2009 : Harry Potter et le Prince de sang-mêlé de David Yates : Ron Weasley
- 2009 : Cherrybomb de Lisa Barros D'Sa et Glenn Leyburn : Malachy
- 2010 : Petits meurtres à l'anglaise de Jonathan Lynn : Tony, l'apprenti
- 2010 : Harry Potter et les Reliques de la Mort, partie 1 de David Yates : Ron Weasley
- 2011 : Harry Potter et les Reliques de la Mort, partie 2 de David Yates : Ron Weasley
- 2012 : Into the White de Petter Næss : Gunner Robert Smith
- 2013 : Charlie Countryman de Fredrik Bond : Carl
- 2013 : CBGB de Randall Miller : Cheetah Chrome
- 2015 : Moonwalkers de Antoine Bardou-Jacquet : Jonny Thorp
- 2023 : Knock at the Cabin de M. Night Shyamalan : Redmond / Rory O'Bannon

#### Courts métrages
- 2010 : Harry Potter and the Forbidden Journey de Thierry Coup : Ron Weasley
- 2014 : The Hogwarts Express de Thierry Coup : Ron Weasley
- 2014 : Harry Potter and the Escape from Gringotts de Thierry Coup : Ron Weasley

### Télévision

#### Séries télévisées
- 2016 : Tracey Ullman's Show (en) : lui-même (1 épisode)
- 2017-2018 : Snatch de Alex De Rakoff (en) : Charlie Cavendish-Scott (rôle principal, 20 épisodes)
- 2017-2018 : Sick Note de James Serafinowicz et Nat Saunders : Daniel Glass (rôle principal, 14 épisodes)
- 2017 : Urban Myths (en) de (mini-série) : August Kubizek (saison 1, épisode 3)
- 2018 : ABC contre Poirot (The ABC Murders) de Sarah Phelps (mini-série) : l'inspecteur Crome (rôle principal, 4 épisodes)
- 2019-2023 : Servant de Tony Basgallop : Julian Pearce (rôle principal, 30 épisodes )
- 2022 : Le Cabinet de curiosités de Guillermo del Toro (Guillermo del Toro's Cabinet of Curiosities) : Walter Gilman (rôle principal, épisode 6)

#### Téléfilm
- 2013 : Super Clyde de Michael Fresco : Clyde

#### Émission
- 2022 : Harry Potter : Retour à Poudlard (Harry Potter 20th Anniversary: Return to Hogwarts) de Casey Patterson : lui-même (épisode spécial ou réunion spéciale)

### Producteur
- 2017-2018 : Snatch (série télévisée)

### Doublage
- 2005 : Happy Birthday, Peter Pan (TV) : Peter Pan (voix)
- 2007 : Harry Potter et l'Ordre du Phénix (Jeu-vidéo) : Ron Weasley (voix)
- 2009 : Harry Potter et le Prince de sang mêlé (Jeu-vidéo) : Ron Weasley (voix)
- 2010 : Harry Potter et les Reliques de la Mort, partie 1 (Jeu vidéo) : Ron Weasley (voix)
- 2011 : Harry Potter et les Reliques de la Mort, partie 2 (Jeu vidéo) : Ron Weasley (voix)
- 2012 : American Dad : Liam (1 épisode)
- 2013 : Underdogs : Amadeo (voix)
- 2014 : Postman Pat: The Movie - You Know You're the One : Josh (voix)

### Clips
- 2011 : Lego House d'Ed Sheeran
- 2021 : The Sky Cries de Saleka
- 2025: A Little More d'Ed Sheeran

## Distinctions
| Année | Récompenses                                        | Catégorie | Nomination                                         | Résultat   |
| ----- | -------------------------------------------------- | --- | -------------------------------------------------- | ---------- |
| 2002  | Satellite Award                                    | Oustanding new talent (nouveau talent remarquable)                                                                | Harry Potter à l'école des sorciers                | Lauréat    |
| 2002  | Young Artist Award                                 | Most promissing young newcomer (le plus jeune prometteur nouveau talent)                                          | Harry Potter à l'école des sorciers                | Lauréat    |
| 2002  | Young Artist Award                                 | Best ensemble in a feature film (meilleur ensemble dans un long métrage) (partage avec Emma Watson et Tom Felton) | Harry Potter à l'école des sorciers                | Nomination |
| 2006  | MTV Movie Awards                                   | Best on-screen team (meilleure équipe à l'écran) (partage avec Daniel Radcliffe et Emma Watson)                   | Harry Potter et la Coupe de Feu                    | Nomination |
| 2007  | National Movie Awards                              | Best performance by a male (meilleure performance masculine)                                                      | Harry Potter et l'Ordre du Phénix                  | Nomination |
| 2009  | Portrait Choice Award                              | Best male movie performance (meilleure performance masculine dans un film)                                        | Harry Potter et le Prince de sang-mêlé             | Nomination |
| 2009  | Scream Awards                                      | Best supporting actor (meilleur second rôle masculin)                                                             | Harry Potter et le Prince de sang-mêlé             | Nomination |
| 2009  | Scream Awards                                      | Best ensemble | Harry Potter et le Prince de sang-mêlé             | Lauréat    |
| 2010  | BBC Radio 1 Teen Awards                            | Best british actor (meilleur acteur britannique)                                                                  | Harry Potter et le Prince de sang-mêlé             | Nomination |
| 2010  | Otto Award                                         | Movie star (star de film)                                                                                         | Harry Potter et le Prince de sang-mêlé             | Lauréat    |
| 2010  | People's Choice Awards                             | Favourite on-screen team (équipe favorite à l'écran)                                                              | Harry Potter et le Prince de sang-mêlé             | Nomination |
| 2011  | National Movie Awards                              | Performance of the year (performance de l'année)                                                                  | Harry Potter et les Reliques de la Mort – partie 1 | Nomination |
| 2011  | MTV Movie Awards                                   | Best Fight (meilleur combat)                                                                                      | Harry Potter et les Reliques de la Mort – partie 1 | Nomination |
| 2011  | Scream Awards                                      | Best supporting actor (meilleur second rôle masculin)                                                             | Harry Potter et les Reliques de la Mort – partie 1 | Nomination |
| 2011  | BBC Radio 1 Teen Awards                            | Best british actor (meilleur acteur britannique)                                                                  | Harry Potter et les Reliques de la Mort – partie 2 | Lauréat    |
| 2011  | IGN Summer Movie Awards                            | Best ensemble cast (meilleur casting en groupe)                                                                   | Harry Potter et les Reliques de la Mort – partie 2 | Nomination |
| 2011  | San Diego Film Critics Society Award               | Best ensemble performance (meilleure performance en groupe)                                                       | Harry Potter et les Reliques de la Mort – partie 2 | Lauréat    |
| 2011  | Washington DC Area Film Critics Association Awards | Best ensemble | Harry Potter et les Reliques de la Mort – partie 2 | Nomination |
| 2012  | People's Choice Awards                             | Favorite movie ensemble (meilleur film en groupe)                                                                 | Harry Potter et les Reliques de la Mort – partie 2 | Lauréat    |
| 2012  | People's Choice Awards                             | Favorite film star (under 25) (meilleur star de film de moins de 25 ans)                                          | Harry Potter et les Reliques de la Mort – partie 2 | Nomination |
| 2012  | MTV Movie Awards                                   | Best kiss (meilleur baiser) (partage avec Emma Watson)                                                            | Harry Potter et les Reliques de la Mort – partie 2 | Nomination |
| 2012  | MTV Movie Awards                                   | Best Cast (meilleur casting) (partage avec Daniel Radcliffe, Emma Watson et Tom Felton)                           | Harry Potter et les Reliques de la Mort – partie 2 | Lauréat    |
| 2014  | WhatsOnStage Awards (en)                           | Best London newcomer of the year (meilleur nouveau talent de Londres de l'année)                                  | Mojo                                               | Lauréat    |
| 2018  | National Film Awards UK (en)                       | Best Actor (Meilleur Acteur)                                                                                      | Snatch                                             | Nomination |
| 2018  | IARA Awards                                        | Best Young Actor (Meilleur Jeune Acteur)                                                                          | Snatch                                             | Nomination |
| 2021  | Hollywood Critics Association                      | Best Supporting Actor in a Streaming Series (Meilleur acteur dans un rôle secondaire dans une série en ligne)     | Servant                                            | Lauréat    |

## Voix francophones
En France, Olivier Martret est la voix française régulière de Rupert Grint depuis la série de films Harry Potter. Il est sa voix également dans  Charlie Countryman, Moonwalkers ou encore la série télévisée Sick Note. Alexis Tomassian le double dans Petits meurtres à l'anglaise. Pour les séries télévisées ABC contre Poirot et Servant, Rupert Grint est doublé respectivement par Pascal Nowak et Bruno Méyère.
Au Québec, Xavier Dolan est son doubleur le plus régulier, notamment pour la série de films Harry Potter.